# 八月迷情
《把愛找回來》（英語：August Rush）是由克尔斯滕·谢里丹执导、理查德·巴顿·刘易斯负责制作的2007年美国电影。该电影的剧本由尼克·卡斯特和詹姆斯·哈特撰写。

## 劇情
一名11岁的音乐天才，逃往纽约市一家孤儿院。随剧情发展，他开始揭开「他是谁」的神秘面纱。他的母亲在寻找他，而他的父亲正在寻找他的母亲。他最后根据在整个旅程中听到的许多不同的声音和旋律，创作出了一部重要的音乐作品《八月的狂想曲》。